# Los Angeles Open 1993
Il Los Angeles Open 1993 è stato un torneo maschile professionistico di tennis giocato sul cemento. È stata la 67ª edizione del torneo, che faceva parte della categoria World Series nell'ambito dell'ATP Tour 1993. Si è svolto al Los Angeles Tennis Center dell'UCLA a Los Angeles, negli Stati Uniti, dal 2 all'8 agosto 1993.

## Campioni

### Singolare maschile
Richard Krajicek  ha battuto in finale  Michael Chang con il punteggio di 0–6 7–6(3) 7–6(5)

### Doppio maschile
Wayne Ferreira /  Michael Stich hanno battuto in finale  Grant Connell /  Scott Davis con il punteggio di 7–6, 7–6